# Юрий Владимирович (князь муромский)
Юрий Владимирович (ум. 19 января 1174 года) — муромский князь с 1161 года, сын Владимира Святославича.

## Биография
После смерти в 1161 году Владимира Святославича на старшем столе в Рязани утвердился младший двоюродный дядя Юрия Глеб Ростиславич и его потомки. Муромское княжество обособилось от Рязанского под властью потомков Владимира Святославича. Практически вплотную примыкая к столице Северо-Восточной Руси, муромские князья действовали впоследствии в союзе с владимирскими, в то время как рязанские вступали в борьбу с ними, которая неизменно заканчивалась разорениями рязанской земли и пленением рязанских князей.
В 1164 году Юрий посылал войска на помощь Андрею Боголюбскому против волжских болгар, в конце 1169 года против Романа Мстиславича Новгородского, зимой 1172 года вновь на волжских болгар, в 1173 году против Ростиславичей смоленских в Киевскую землю.
19 января 1175 года «преставися князь Муромский Юрьи месяца генваря 19 день, и положен бысть у святаго Спаса в Муроме». При этом по Ипатиевскому списку, церковь, в которой был погребён князь, характеризуется как возведённая его стараниями: «Въ томъ же лете преставися Дюрдий князь Муромьский месяца генваря 19 день и положенъ бысть у Христовы церкви въ Муроме, юже самъ созда».

## Семья
Отец: Владимир Святославич (умер 1162) — князь Муромский, первый Великий князь рязанский.
Сыновья:
- Владимир (умер в 1205), князь муромский князь с 1174 года.
- Давыд (умер в 1228), князь муромский с 1205 года.
- Юрий (умер в 1220/1228), удельный князь в Муромском княжестве.